# Rörliga digitala bilder
Rörliga digitala bilder finns av flera olika typer. Rörliga digitala bilder delas in i två huvudgrupper. Grupperna skulle kunna beskrivas med orden interaktiv respektive icke interaktiv.  Rörliga bilder av interaktiv typ har ett händelseförlopp som är påverkbart på samma sätt som i till exempel ett dator- eller TV-spel, rörliga bilder av interaktiv typ genereras oftast i realtid. Rörliga bilder av icke interaktiv typ har bygger på principen att innehållet avkodas och visas sekventiellt som i en film. Digitalt kodade filmer kan sparas som en fil på en dators hårddisk, en DVD-skiva eller ett digitalt videoband. Den lagrade filmens tekniska kvalitet är till stor del beroende av vilken komprimeringsmetod som används.